# Lista generației V de Pokémon
Cea de-a cincea generație (Generația V) a francizei Pokémon prezintă 156 de creaturi fictive introduse în seria de jocuri video de bază în jocurile Nintendo DS 2010 Pokémon Black and White. Unii Pokemon din această generație au fost introduși în adaptările animate ale francizei înainte de Black and White.
Următoarea listă detaliază 156 Pokémon din generația V în ordinea numărului lor Pokédex național. Primul Pokémon, Victini, este numarul 494 iar ultimul, Genesect, este numarul 649. Formele alternative care au ca rezultat schimbari de tip si Mega Evolutions sunt incluse pentru comoditate.

## Lista Pokémon
| Nume englezesc | Nume japonez | Număr Pokédex național | Tipuri    | Tipuri    | Evoluează în      | Prima dată a apărut           | Note |
| Nume englezesc | Nume japonez | Număr Pokédex național | Principal | Secundar  | Evoluează în      | Prima dată a apărut           | Note |
| -------------- | ------------ | ---------------------- | --------- | --------- | ----------------- | ----------------------------- | --- |
| Victini        | Victini      | 494                    | Psihic    | Foc       | Nu evoluează      | Black and White               | Victini este numărul #000 în Unova Pokédex. |
| Snivy          | Tsutarja     | 495                    | Iarbă     | Iarbă     | Servine (#496)    | Black and White               | |
| Servine        | Janovy       | 496                    | Iarbă     | Iarbă     | Serperior (#497)  | Black and White               | |
| Serperior      | Jalorda      | 497                    | Iarbă     | Iarbă     | Nu evoluează      | Black and White               | |
| Tepig          | Pokabu       | 498                    | Foc       | Foc       | Pignite (#499)    | Black and White               | |
| Pignite        | Chaoboo      | 499                    | Foc       | Luptător  | Emboar (#500)     | Black and White               | |
| Emboar         | Enbuoh       | 500                    | Foc       | Luptător  | Nu evoluează      | Black and White               | |
| Oshawott       | Mijumaru     | 501                    | Apă       | Apă       | Dewott (#502)     | Black and White               | |
| Dewott         | Futachimaru  | 502                    | Apă       | Apă       | Samurott (#503)   | Black and White               | |
| Samurott       | Daikenki     | 503                    | Apă       | Apă       | Nu evoluează      | Black and White               | |
| Patrat         | Minezumi     | 504                    | Normal    | Normal    | Watchog (#505)    | Black and White               | |
| Watchog        | Miruhog      | 505                    | Normal    | Normal    | Nu evoluează      | Black and White               | |
| Lillipup       | Yorterrie    | 506                    | Normal    | Normal    | Herdier (#507)    | Black and White               | |
| Herdier        | Herderrie    | 507                    | Normal    | Normal    | Stoutland (#508)  | Black and White               | |
| Stoutland      | Mooland      | 508                    | Normal    | Normal    | Nu evoluează      | Black and White               | |
| Purrloin       | Choroneko    | 509                    | Întuneric | Întuneric | Liepard (#510)    | Black and White               | |
| Liepard        | Lepardas     | 510                    | Întuneric | Întuneric | Nu evoluează      | Black and White               | |
| Pansage        | Yanappu      | 511                    | Iarbă     | Iarbă     | Simisage (#512)   | Black and White               | |
| Simisage       | Yanakkie     | 512                    | Iarbă     | Iarbă     | Nu evoluează      | Black and White               | |
| Pansear        | Baoppu       | 513                    | Foc       | Foc       | Simisear (#514)   | Black and White               | |
| Simisear       | Baokkie      | 514                    | Foc       | Foc       | Nu evoluează      | Black and White               | |
| Panpour        | Hiyappu      | 515                    | Apă       | Apă       | Simipour (#516)   | Black and White               | |
| Simipour       | Hiyakkie     | 516                    | Apă       | Apă       | Nu evoluează      | Black and White               | |
| Munna          | Munna        | 517                    | Psihic    | Psihic    | Musharna (#518)   | Black and White               | |
| Musharna       | Musharna     | 518                    | Psihic    | Psihic    | Nu evoluează      | Black and White               | |
| Pidove         | Mamepato     | 519                    | Normal    | Zburător  | Tranquill (#520)  | Black and White               | |
| Tranquill      | Hatoboh      | 520                    | Normal    | Zburător  | Unfezant (#521)   | Black and White               | |
| Unfezant       | Kenhallow    | 521                    | Normal    | Zburător  | Nu evoluează      | Black and White               | |
| Blitzle        | Shimama      | 522                    | Electric  | Electric  | Zebstrika (#523)  | Black and White               | |
| Zebstrika      | Zebraika     | 523                    | Electric  | Electric  | Nu evoluează      | Black and White               | |
| Roggenrola     | Dangoro      | 524                    | Piatră    | Piatră    | Boldore (#525)    | Black and White               | |
| Boldore        | Gantle       | 525                    | Piatră    | Piatră    | Gigalith (#526)   | Black and White               | |
| Gigalith       | Gigaiath     | 526                    | Piatră    | Piatră    | Nu evoluează      | Black and White               | |
| Woobat         | Koromori     | 527                    | Psihic    | Zburător  | Swoobat (#528)    | Black and White               | |
| Swoobat        | Kokoromori   | 528                    | Psihic    | Zburător  | Nu evoluează      | Black and White               | |
| Drilbur        | Mogurew      | 529                    | Pământ    | Pământ    | Excadrill (#530)  | Black and White               | |
| Excadrill      | Doryuzu      | 530                    | Pământ    | Oțel      | Nu evoluează      | Black and White               | |
| Audino         | Tabunne      | 531                    | Normal    | Normal    | Mega Evolution    | Black and White               | |
| Mega Audino    | Mega Tabunne | 531                    | Normal    | Zână      | Nu evoluează      | Omega Ruby and Alpha Sapphire | |
| Timburr        | Dokkorer     | 532                    | Luptător  | Luptător  | Gurdurr (#533)    | Black and White               | |
| Gurdurr        | Dotekkotsu   | 533                    | Luptător  | Luptător  | Conkeldurr (#534) | Black and White               | |
| Conkeldurr     | Roubushin    | 534                    | Luptător  | Luptător  | Nu evoluează      | Black and White               | |
| Tympole        | Otamaro      | 535                    | Apă       | Apă       | Palpitoad (#536)  | Black and White               | |
| Palpitoad      | Gamagaru     | 536                    | Apă       | Pământ    | Seismitoad (#537) | Black and White               | |
| Seismitoad     | Gamageroge   | 537                    | Apă       | Pământ    | Nu evoluează      | Black and White               | |
| Throh          | Nageki       | 538                    | Luptător  | Luptător  | Nu evoluează      | Black and White               | |
| Sawk           | Dageki       | 539                    | Luptător  | Luptător  | Nu evoluează      | Black and White               | |
| Sewaddle       | Kurumiru     | 540                    | Gândac    | Iarbă     | Swadloon (#541)   | Black and White               | |
| Swadloon       | Kurumayu     | 541                    | Gândac    | Iarbă     | Leavanny (#542)   | Black and White               | |
| Leavanny       | Hahakomori   | 542                    | Gândac    | Iarbă     | Nu evoluează      | Black and White               | |
| Venipede       | Fushide      | 543                    | Gândac    | Poison    | Whirlipede (#544) | Black and White               | |
| Whirlipede     | Wheega       | 544                    | Gândac    | Poison    | Scolipede (#545)  | Black and White               | |
| Scolipede      | Pendror      | 545                    | Gândac    | Poison    | Nu evoluează      | Black and White               | |
| Cottonee       | Monmen       | 546                    | Iarbă     | Zână      | Whimsicott (#547) | Black and White               | |
| Whimsicott     | Elfuun       | 547                    | Iarbă     | Zână      | Nu evoluează      | Black and White               | |
| Petilil        | Churine      | 548                    | Iarbă     | Iarbă     | Lilligant (#549)  | Black and White               | |
| Lilligant      | Dredear      | 549                    | Iarbă     | Iarbă     | Nu evoluează      | Black and White               | |
| Basculin       | Bassrao      | 550                    | Apă       | Apă       | Nu evoluează      | Black and White               | |
| Sandile        | Meguroco     | 551                    | Pământ    | Întuneric | Krokorok (#552)   | Black and White               | |
| Krokorok       | Waruvile     | 552                    | Pământ    | Întuneric | Krookodile (#553) | Black and White               | |
| Krookodile     | Waruvial     | 553                    | Pământ    | Întuneric | Nu evoluează      | Black and White               | |
| Darumaka       | Darumakka    | 554                    | Foc       | Foc       | Darmanitan (#555) | Black and White               | |
| Darmanitan     | Hihidaruma   | 555                    | Foc       | Foc       | Nu evoluează      | Black and White               | Se poate schimba între modul "Zen" și modul Normal |
| Darmanitan     | Hihidaruma   | 555                    | Foc       | Psihic    | Nu evoluează      | Black and White               | "Modul Zen" |
| Maractus       | Maracacchi   | 556                    | Iarbă     | Iarbă     | Nu evoluează      | Black and White               | |
| Dwebble        | Ishizumai    | 557                    | Gândac    | Piatră    | Crustle (#558)    | Black and White               | |
| Crustle        | Iwapalace    | 558                    | Gândac    | Piatră    | Nu evoluează      | Black and White               | |
| Scraggy        | Zuruggu      | 559                    | Întuneric | Luptător  | Scrafty (#560)    | Black and White               | |
| Scrafty        | Zuruzukin    | 560                    | Întuneric | Luptător  | Nu evoluează      | Black and White               | |
| Sigilyph       | Symboler     | 561                    | Psihic    | Zburător  | Nu evoluează      | Black and White               | |
| Yamask         | Desumasu     | 562                    | Fantomă   | Fantomă   | Cofagrigus (#563) | Black and White               | |
| Cofagrigus     | Desukarn     | 563                    | Fantomă   | Fantomă   | Nu evoluează      | Black and White               | |
| Tirtouga       | Protoga      | 564                    | Apă       | Piatră    | Carracosta (#565) | Black and White               | |
| Carracosta     | Abagoura     | 565                    | Apă       | Piatră    | Nu evoluează      | Black and White               | |
| Archen         | Archen       | 566                    | Piatră    | Zburător  | Archeops (#567)   | Black and White               | |
| Archeops       | Archeos      | 567                    | Piatră    | Zburător  | Nu evoluează      | Black and White               | |
| Trubbish       | Yabukuron    | 568                    | Poison    | Poison    | Garbodor (#569)   | Black and White               | |
| Garbodor       | Dustdas      | 569                    | Poison    | Poison    | Nu evoluează      | Black and White               | |
| Zorua          | Zorua        | 570                    | Întuneric | Întuneric | Zoroark (#571)    | Black and White               | |
| Zoroark        | Zoroark      | 571                    | Întuneric | Întuneric | Nu evoluează      | Black and White               | Poate face iluzii atât de reale, încât poate face să pară real. |
| Minccino       | Chillarmy    | 572                    | Normal    | Normal    | Cinccino (#573)   | Black and White               | |
| Cinccino       | Chillaccino  | 573                    | Normal    | Normal    | Nu evoluează      | Black and White               | |
| Gothita        | Gothimu      | 574                    | Psihic    | Psihic    | Gothorita (#575)  | Black and White               | |
| Gothorita      | Gothimiru    | 575                    | Psihic    | Psihic    | Gothitelle (#576) | Black and White               | |
| Gothitelle     | Gothiruselle | 576                    | Psihic    | Psihic    | Nu evoluează      | Black and White               | |
| Solosis        | Uniran       | 577                    | Psihic    | Psihic    | Duosion (#578)    | Black and White               | |
| Duosion        | Doublan      | 578                    | Psihic    | Psihic    | Reuniclus (#579)  | Black and White               | |
| Reuniclus      | Lanculus     | 579                    | Psihic    | Psihic    | Nu evoluează      | Black and White               | |
| Ducklett       | Koaruhie     | 580                    | Apă       | Zburător  | Swanna (#581)     | Black and White               | |
| Swanna         | Swanna       | 581                    | Apă       | Zburător  | Nu evoluează      | Black and White               | |
| Vanillite      | Vanipeti     | 582                    | Gheață    | Gheață    | Vanillish (#583)  | Black and White               | Vanillite și linia ei evolutivă au fost proiectate de artistul britanic James Turner. Ele se bazează pe conuri de cremă Gheață. |
| Vanillish      | Vanirich     | 583                    | Gheață    | Gheață    | Vanilluxe (#584)  | Black and White               | Vanillite și linia ei evolutivă au fost proiectate de artistul britanic James Turner. Ele se bazează pe conuri de cremă Gheață. |
| Vanilluxe      | Baivanilla   | 584                    | Gheață    | Gheață    | Nu evoluează      | Black and White               | Vanillite și linia ei evolutivă au fost proiectate de artistul britanic James Turner. Ele se bazează pe conuri de cremă Gheață. |
| Deerling       | Shikijika    | 585                    | Normal    | Iarbă     | Sawsbuck (#586)   | Black and White               | Forma se schimbă în funcție de modul sezonului din timpul jocului. |
| Sawsbuck       | Mebukijika   | 586                    | Normal    | Iarbă     | Nu evoluează      | Black and White               | Forma se schimbă în funcție de modul sezonului din timpul jocului. |
| Emolga         | Emonga       | 587                    | Electric  | Zburător  | Nu evoluează      | Black and White               | |
| Karrablast     | Kaburumo     | 588                    | Gândac    | Gândac    | Escavalier (#589) | Black and White               | |
| Escavalier     | Chevargo     | 589                    | Gândac    | Oțel      | Nu evoluează      | Black and White               | |
| Foongus        | Tamagetake   | 590                    | Iarbă     | Poison    | Amoonguss (#591)  | Black and White               | |
| Amoonguss      | Morobareru   | 591                    | Iarbă     | Poison    | Nu evoluează      | Black and White               | |
| Frillish       | Pururill     | 592                    | Apă       | Fantomă   | Jellicent (#593)  | Black and White               | |
| Jellicent      | Burungel     | 593                    | Apă       | Fantomă   | Nu evoluează      | Black and White               | |
| Alomomola      | Mamanbou     | 594                    | Apă       | Apă       | Nu evoluează      | Black and White               | |
| Joltik         | Bachuru      | 595                    | Gândac    | Electric  | Galvantula (#596) | Black and White               | |
| Galvantula     | Dentula      | 596                    | Gândac    | Electric  | Nu evoluează      | Black and White               | |
| Ferroseed      | Tesseed      | 597                    | Iarbă     | Oțel      | Ferrothorn (#598) | Black and White               | |
| Ferrothorn     | Nutrey       | 598                    | Iarbă     | Oțel      | Nu evoluează      | Black and White               | |
| Klink          | Giaru        | 599                    | Oțel      | Oțel      | Klang (#600)      | Black and White               | |
| Klang          | Gigiaru      | 600                    | Oțel      | Oțel      | Klinklang (#601)  | Black and White               | |
| Klinklang      | Gigigiaru    | 601                    | Oțel      | Oțel      | Nu evoluează      | Black and White               | |
| Tynamo         | Shibishirasu | 602                    | Electric  | Electric  | Eelektrik (#603)  | Black and White               | |
| Eelektrik      | Shibibeel    | 603                    | Electric  | Electric  | Eelektross (#604) | Black and White               | |
| Eelektross     | Shibirudon   | 604                    | Electric  | Electric  | Nu evoluează      | Black and White               | |
| Elgyem         | Ligray       | 605                    | Psihic    | Psihic    | Beheeyem (#606)   | Black and White               | |
| Beheeyem       | Ohbem        | 606                    | Psihic    | Psihic    | Nu evoluează      | Black and White               | |
| Litwick        | Hitomoshi    | 607                    | Fantomă   | Foc       | Lampent (#608)    | Black and White               | |
| Lampent        | Lampler      | 608                    | Fantomă   | Foc       | Candelure (#609)  | Black and White               | |
| Chandelure     | Chandela     | 609                    | Fantomă   | Foc       | Nu evoluează      | Black and White               | |
| Axew           | Kibago       | 610                    | Dragon    | Dragon    | Fraxure (#611)    | Black and White               | |
| Fraxure        | Onondo       | 611                    | Dragon    | Dragon    | Haxorus (#612)    | Black and White               | |
| Haxorus        | Ononokus     | 612                    | Dragon    | Dragon    | Nu evoluează      | Black and White               | |
| Cubchoo        | Kumasyun     | 613                    | Gheață    | Gheață    | Beartic (#614)    | Black and White               | |
| Beartic        | Tunbear      | 614                    | Gheață    | Gheață    | Nu evoluează      | Black and White               | |
| Cryogonal      | Freegeo      | 615                    | Gheață    | Gheață    | Nu evoluează      | Black and White               | |
| Shelmet        | Chobomaki    | 616                    | Gândac    | Gândac    | Accelgor (#617)   | Black and White               | |
| Accelgor       | Agilder      | 617                    | Gândac    | Gândac    | Nu evoluează      | Black and White               | |
| Stunfisk       | Maggyo       | 618                    | Pământ    | Electric  | Nu evoluează      | Black and White               | |
| Mienfoo        | Kojofu       | 619                    | Luptător  | Luptător  | Mienshao (#620)   | Black and White               | |
| Mienshao       | Kojondo      | 620                    | Luptător  | Luptător  | Nu evoluează      | Black and White               | |
| Druddigon      | Crimgan      | 621                    | Dragon    | Dragon    | Nu evoluează      | Black and White               | |
| Golett         | Gobit        | 622                    | Pământ    | Fantomă   | Golurk (#623)     | Black and White               | |
| Golurk         | Goloog       | 623                    | Pământ    | Fantomă   | Nu evoluează      | Black and White               | Designul lui Golurk este inspirat de Golemul de la Praga al folclorului evreiesc, o figură din lut care i-a dat viață pentru a proteja poporul evreu din Praga de atacuri și persecuții. |
| Pawniard       | Komatana     | 624                    | Întuneric | Oțel      | Bisharp (#625)    | Black and White               | |
| Bisharp        | Kirikizan    | 625                    | Întuneric | Oțel      | Nu evoluează      | Black and White               | |
| Bouffalant     | Buffron      | 626                    | Normal    | Normal    | Nu evoluează      | Black and White               | |
| Rufflet        | Washibon     | 627                    | Normal    | Zburător  | Braviary (#628)   | Black and White               | |
| Braviary       | Warrgle      | 628                    | Normal    | Zburător  | Nu evoluează      | Black and White               | |
| Vullaby        | Valchai      | 629                    | Întuneric | Zburător  | Mandibuzz (#630)  | Black and White               | |
| Mandibuzz      | Vulgina      | 630                    | Întuneric | Zburător  | Nu evoluează      | Black and White               | |
| Heatmor        | Kuitaran     | 631                    | Foc       | Foc       | Nu evoluează      | Black and White               | |
| Durant         | Aiant        | 632                    | Gândac    | Oțel      | Nu evoluează      | Black and White               | |
| Deino          | Monozu       | 633                    | Întuneric | Dragon    | Zweilous (#634)   | Black and White               | |
| Zweilous       | Dihead       | 634                    | Întuneric | Dragon    | Hydreigon (#635)  | Black and White               | |
| Hydreigon      | Sazandora    | 635                    | Întuneric | Dragon    | Nu evoluează      | Black and White               | |
| Larvesta       | Merlarva     | 636                    | Gândac    | Foc       | Volcarona (#637)  | Black and White               | |
| Volcarona      | Ulgamoth     | 637                    | Gândac    | Foc       | Nu evoluează      | Black and White               | |
| Cobalion       | Cobalon      | 638                    | Oțel      | Luptător  | Nu evoluează      | Black and White               | Designul Cobalion este inspirat de Athos din Cei trei mușchetari. |
| Terrakion      | Terrakion    | 639                    | Piatră    | Luptător  | Nu evoluează      | Black and White               | Designul lui Terrakion este inspirat de Porthos din Cei trei mușchetari. |
| Virizion       | Virizion     | 640                    | Iarbă     | Luptător  | Nu evoluează      | Black and White               | Designul lui Virizio este inspirat de Aramis din Cei trei mușchetari. |
| Tornadus       | Tornelos     | 641                    | Zburător  | Zburător  | Nu evoluează      | Black and White               | Tornadus' "Forma Întrupată" este inspirată de japonezii Fūjin, Shinto zeul vântului. Forma sa "Therian" provine din cele patru simboluri ale mitului chinezesc, în special Pasărea Vermilion. Este capabil să transforme între forme printr-un element numit "Reveal Glass".                                |
| Thundurus      | Voltolos     | 642                    | Electric  | Zburător  | Nu evoluează      | Black and White               | Thundurus "Forma Întrupată" "este inspirată de japonezul Raijin, Dumnezeul Shinto al fulgerului, tunetului și furtunilor. Forma sa "Therian" provine din cele patru simboluri ale mitului chinez, în special Dragonul Azure. Este capabil să transforme între forme printr-un element numit "Reveal Glass". |
| Reshiram       | Reshiram     | 643                    | Dragon    | Foc       | Nu evoluează      | Black and White               | |
| Zekrom         | Zekrom       | 644                    | Dragon    | Electric  | Nu evoluează      | Black and White               | |
| Landorus       | Landlos      | 645                    | Pământ    | Zburător  | Nu evoluează      | Black and White               | Landorus "Forma întrupată" este inspirată de japonezii Inari Ōkami, Dumnezeul Shinto al agriculturii și fertilității. Forma sa "Therian" provine din cele patru simboluri ale mitului chinez, în special Tigrul alb. Este capabil să transforme între forme printr-un element numit "Reveal Glass".         |
| Kyurem         | Kyurem       | 646                    | Dragon    | Gheață    | Nu evoluează      | Black and White               | Capabile să se alăture fie cu Reshiram, fie cu Zekrom pentru a deveni "White Kyurem" sau "Black Kyurem", respectiv. |
| Keldeo         | Keldeo       | 647                    | Apă       | Luptător  | Nu evoluează      | Black and White               | Designul lui Keldeo este inspirat de d'Artagnan din Cei trei muschetari. |
| Meloetta       | Meloetta     | 648                    | Normal    | Psihic    | Nu evoluează      | Black and White               | "Aria Forme" |
| Meloetta       | Meloetta     | 648                    | Normal    | Luptător  | Nu evoluează      | Black and White               | "Pirouette Forme" |
| Genesect       | Genesect     | 649                    | Gândac    | Oțel      | Nu evoluează      | Black and White               | |